# Eremophlepsius sexnotatus
Eremophlepsius sexnotatus är en insektsart som beskrevs av Kusnezov 1929. Eremophlepsius sexnotatus ingår i släktet Eremophlepsius och familjen dvärgstritar. Inga underarter finns listade i Catalogue of Life.